# Johnny Torrio
John "Papa Johnny" Torrio, também chamado de "The Fox" (A Raposa) e "The Immune" (O Imune) (nascido Giovanni Torrio) (20 de janeiro de 1882 - 16 de abril, 1957) foi um gangster ítalo-estadunidense famoso por ajudar a construir o império do crime conhecido como o "Chicago Outfit" na década de 1920, que foi mais tarde herdado por seu protegido, Al Capone. Ele também lançou a ideia do Sindicato do Crime Nacional em 1930 e mais tarde se tornou um conselheiro não-oficial da família Genovese. 
Torrio nasceu no sul da Itália, mas não se sabe se em Nápoles ou Amalfi. Seu pai morreu quando ele tinha dois anos e sua mãe, viúva, emigrou com ele para Nova York. 

## Vida
Seu primeiro emprego foi como porteiro em Manhattan. Ainda adolescente se juntou a uma gangue de rua, a Gangue da Rua James, e tornou-se seu líder. Conseguiu economizar dinheiro para abrir um salão de bilhar para o grupo, onde conduziu atividades ilegais, como jogos de azar e agiotagem. 
Perspicaz nos negócios, Torrio chamou a atenção de Paolo Vaccarelli (Paul Kelly), líder da Gangue de Cinco Pontos. Jimmy De Stefano, Danny 'Big Wang Glaister e Al Capone, que trabalhou no clube de Kelly, admiravam a mente rápida de Torrio e passaram a olhá-lo como mentor. Torrio, por sua vez, admirava Kelly, que sabia muito sobre a cultura do crime organizado.  
Em 1912 Torrio passou a atuar no bordéis nas áreas do Brooklyn. Em 1915 Jim Colosimo, deu para Torrio um trabalho em tempo integral nas casas de prostituição de Chicago. Torrio reformou os bórdeis e vestiu as suas prostitutas como virgens, atraindo mais clientes que antes. Torrio passou a administrar os negócios de Jim Colosimo, enquanto Colosimo vivia uma vida de abastada.  
Torrio viu no contrabando de bebidas um grande negócio, então o sugeriu para Colosimo. Porém, este achava que estava rico o suficiente e que não valeria a pena correr este risco. Foi então que Torrio convocou Al Capone, que já trabalhava com ele, e outros capangas, para entrar no mercado de bebidas contrabandeadas. O grupo contratou Frankie Yale para assassinar Colosimo.  
Com Jim Colosimo morto, Torrio aumentou seus lucros através do contrabando de bebidas. Foi quando colocou em prática o sonho que alimentava de unir as numerosas quadrilhas em Chicago. O seu plano era ter o controle das quadrilhas em uma certa área, sem interferência de quadrilhas vizinhas e cada quadrilha pagaria uma percentagem de lucros a ele.  
A maioria das quadrilhas concordou, porém, algumas que concordaram inicialmente quebraram o acordo em seguida. Uma destas quadrilhas era conduzida por Dion O'Banion, um gângster de origem irlandesa que pretendia ampliar seus negócios. Houve então a guerra da cerveja. Torrio, mais uma vez, recorreu à Frank Yale que veio de Nova Iorque com Albert Anselmi e John Scalise para matar O'Banion. O fizeram na floricultura deste. A quadrilha de O´Banion, então, passou a ser controlada po George Bugs Moran, outro irlandês, que jurou que  vingaria o assassinato de O'Banion. Moran e seus capangas atentaram duas vezes contra a vida de Torrio.  
Na primeira tentativa, Torrio fugiu depois de ter tomado dois tiros no chapéu. Seu chofer e cachorro não tiveram a mesma sorte - ambos morreram. Na segunda tentativa Torrio foi emboscado em plena rua, em 24 de Janeiro de 1925, levando quatro tiros. Os tiros o atingiram no estômago, braço e tórax. Quando já estava no chão, Bugs Moran encostou a arma em sua cabeça para disparar o tiro de misericórdia, mas estava sem munição. Torrio foi levado às pressas para o Jackson Park Hospital lutando contra a morte. No hospital, Torrio foi protegido dia e noite por 30 homens a mando de Al Capone. 
Em março de 1925 Johnny Torrio se aposentou aos 43 anos, deixando a liderança para Al Capone. Torrio, que estava milionário, voltou para Itália com sua esposa e mãe. 
Em 1930, Torrio voltou para os Estados Unidos para depor no julgamento de Capone. Nesta época, ele sugeriu aos líderes criminosos que criassem um sindicato do crime. Ele apresentou a ideia em Nova York para Luciano, bem como Buchalter Lepke, Zwillman Longy, Joe Adonis, Frank Costello e Meyer Lansky em um quarto de um hotel na Park Avenue. Sua ideia foi bem recebida e ele foi considerado um "estadista" no mundo do crime organizado. Uma vez que Luciano implementou o conceito, o Sindicato do Crime Nacional nasceu. 
Em 1957, ele teve um ataque cardíaco enquanto estava sentado na cadeira de um barbeiro à espera de um corte de cabelo. Johnny Torrio morreu horas depois em uma tenda de oxigênio no hospital. Os meios de comunicação divulgaram sua morte apenas três semanas após o seu enterro.